# Кутлуг-туркан ага
Кутлуг-туркан ага (1331 — 1388) — старшая сестра Тимура.
Она была женой Дауда Дуглата — выходца из племени Дуглат (одно из древних тюркских племен, имевших большую власть и связи в то время). Прожила жизнь в Самарканде, была занята воспитанием своих племянников. Она часто содействовала брату в его делах, давала убежище в своем доме и имела на него некоторое влияние. Родила двух детей: дочь Шади-мульк ага и сына Сулейман-шаха, бывшего вторым мужем дочери Тимура — Султан Бахт бегим. Как и его отец, Дауд Дуглат, он переметнулся на сторону Халила Султана, после смерти Тимура. Далее их имена перестают упоминаться. Известно лишь о двух сыновьях Сулейман-шаха — Юсуфе, который женился на дочери Мухаммада Султана (сына Джахангира, сына Тимура) и Рустаме, бывшим одним из эмиров Улугбека. Кутлуг-туркан ага умерла в 1388 году, ещё больше усилив печаль Тимура, переживавшего в то время смерть жены Дильшад-ага. Кутлуг-туркан ага была похоронена с дочерью в Мавзолее Шахи Зинда.